# 108 f.Kr.
| 108 f.Kr.          |
| ------------------ |
| Dødsfald - Fødsler |

## Begivenheder
- Det koreanske oldtidsrige Choson går under.